# Överjämnaren
Överjämnaren är en sjö i Rättviks kommun i Dalarna och ingår i Dalälvens huvudavrinningsområde. Sjön har en area på 0,206 kvadratkilometer och ligger 298 meter över havet.

## Delavrinningsområde
Överjämnaren ingår i det delavrinningsområde (681471-146465) som SMHI kallar för Inloppet i Svartjämnaren. Medelhöjden är 324 meter över havet och ytan är 10,91 kvadratkilometer. Det finns inga avrinningsområden uppströms utan avrinningsområdet är högsta punkten. Vattendraget som avvattnar avrinningsområdet har biflödesordning 4, vilket innebär att vattnet flödar genom totalt 4 vattendrag innan det når havet efter 408 kilometer. Avrinningsområdet består mestadels av skog (80 procent). Avrinningsområdet har 0,94 kvadratkilometer vattenytor vilket ger det en sjöprocent på 8,6 procent.